# Empaquetado de círculos en un cuadrado
El empaquetado de círculos en un cuadrado es un problema de empaquetado propio de la matemática recreativa, donde el objetivo es empaquetar n circunferencias unidad en el cuadrado más pequeño posible. De manera equivalente, el problema es organizar n puntos en un cuadrado unitario con el objetivo de obtener la mayor separación mínima dn entre los puntos. Para hacer equivalentes estas dos formulaciones del problema, el lado del cuadrado en el que se alojan los círculos unitarios será L = 2 + 2dn.

## Soluciones
Se han calculado soluciones (no necesariamente óptimas) para cada N ≤ 10.000. A continuación se muestran las soluciones hasta N =20.
El empaquetamiento de cuadrados obvio es óptimo para 1, 4, 9, 16, 25 y 36 círculos (los seis enteros cuadrados más pequeños), pero deja de ser óptimo para cuadrados más grandes a partir de 49 en adelante.
| Número de círculos (n) | Lado del cuadrado (L)                                                                               | dn                                                                                      | Densidad (nL2) | Figura |
| ---------------------- | --------------------------------------------------------------------------------------------------- | --------------------------------------------------------------------------------------- | -------------- | ------ |
| 1                      | 2                                                                                                   | ∞                                                                                       | 0.25           |        |
| 2                      | {\displaystyle 2+{\sqrt {2}}} ≈ 3.414...                                                            | {\displaystyle {\sqrt {2}}} ≈ 1.414...                                                  | 0.172...       |        |
| 3                      | {\displaystyle 2+{\frac {\sqrt {2}}{2}}+{\frac {\sqrt {6}}{2}}} ≈ 3.931...                          | {\displaystyle {\sqrt {6}}-{\sqrt {2}}} ≈ 1.035...                                      | 0.194...       |        |
| 4                      | 4                                                                                                   | 1                                                                                       | 0.25           |        |
| 5                      | {\displaystyle 2+2{\sqrt {2}}} ≈ 4.828...                                                           | {\displaystyle {\frac {\sqrt {2}}{2}}} ≈ 0.707...                                       | 0.215...       |        |
| 6                      | {\displaystyle 2+{\frac {12}{\sqrt {13}}}} ≈ 5.328...                                               | {\displaystyle {\frac {\sqrt {13}}{6}}} ≈ 0.601...                                      | 0.211...       |        |
| 7                      | {\displaystyle 4+{\sqrt {3}}} ≈ 5.732...                                                            | {\displaystyle 4-2{\sqrt {3}}} ≈ 0.536...                                               | 0.213...       |        |
| 8                      | {\displaystyle 2+{\sqrt {2}}+{\sqrt {6}}} ≈ 5.863...                                                | {\displaystyle {\frac {\sqrt {6}}{2}}-{\frac {\sqrt {2}}{2}}} ≈ 0.518...                | 0.233...       |        |
| 9                      | 6                                                                                                   | 0.5                                                                                     | 0.25           |        |
| 10                     | 6.747...                                                                                            | 0.421... A281065                                                                        | 0.220...       |        |
| 11                     | {\displaystyle 3+{\sqrt {2}}+{\frac {\sqrt {6}}{2}}+{\frac {\sqrt {2+4{\sqrt {2}}}}{2}}} ≈ 7.022... | 0.398...                                                                                | 0.223...       |        |
| 12                     | {\displaystyle 2+15{\sqrt {\frac {2}{17}}}} ≈ 7.144...                                              | {\displaystyle {\frac {\sqrt {34}}{15}}} ≈ 0.389...                                     | 0.235...       |        |
| 13                     | 7.463...                                                                                            | 0.366...                                                                                | 0.233...       |        |
| 14                     | {\displaystyle 6+{\sqrt {3}}} ≈ 7.732...                                                            | {\displaystyle {\frac {8}{13}}-{\frac {2{\sqrt {3}}}{13}}} ≈ 0.349...                   | 0.226...       |        |
| 15                     | {\displaystyle 4+{\sqrt {2}}+{\sqrt {6}}} ≈ 7.863...                                                | {\displaystyle {\frac {1}{2}}+{\frac {\sqrt {2}}{2}}-{\frac {\sqrt {3}}{2}}} ≈ 0.341... | 0.243...       |        |
| 16                     | 8                                                                                                   | 0.333...                                                                                | 0.25           |        |
| 17                     | 8.532...                                                                                            | 0.306...                                                                                | 0.234...       |        |
| 18                     | {\displaystyle 2+{\frac {24}{\sqrt {13}}}} ≈ 8.656...                                               | {\displaystyle {\frac {\sqrt {13}}{12}}} ≈ 0.300...                                     | 0.240...       |        |
| 19                     | 8.907...                                                                                            | 0.290...                                                                                | 0.240...       |        |
| 20                     | {\displaystyle {\frac {130}{17}}+{\frac {16}{17}}{\sqrt {2}}} ≈ 8.978...                            | {\displaystyle {\frac {3}{8}}-{\frac {\sqrt {2}}{16}}} ≈ 0.287...                       | 0.248...       |        |

## Empaquetado de círculos en un rectángulo
También se ha investigado el empaquetado denso de círculos en rectángulos.